# مورگان فریر
مورگان فریر (انگلیسی: Morgan Ferrier؛ زادهٔ ۱۵ نوامبر ۱۹۹۴) فوتبالیست است.
از باشگاه‌هایی که در آن بازی کرده‌است می‌توان به باشگاه فوتبال ناتینگهام فارست اشاره کرد.
وی همچنین در تیم ملی فوتبال C انگلستان بازی کرده‌است.